# Bomfunk MC's

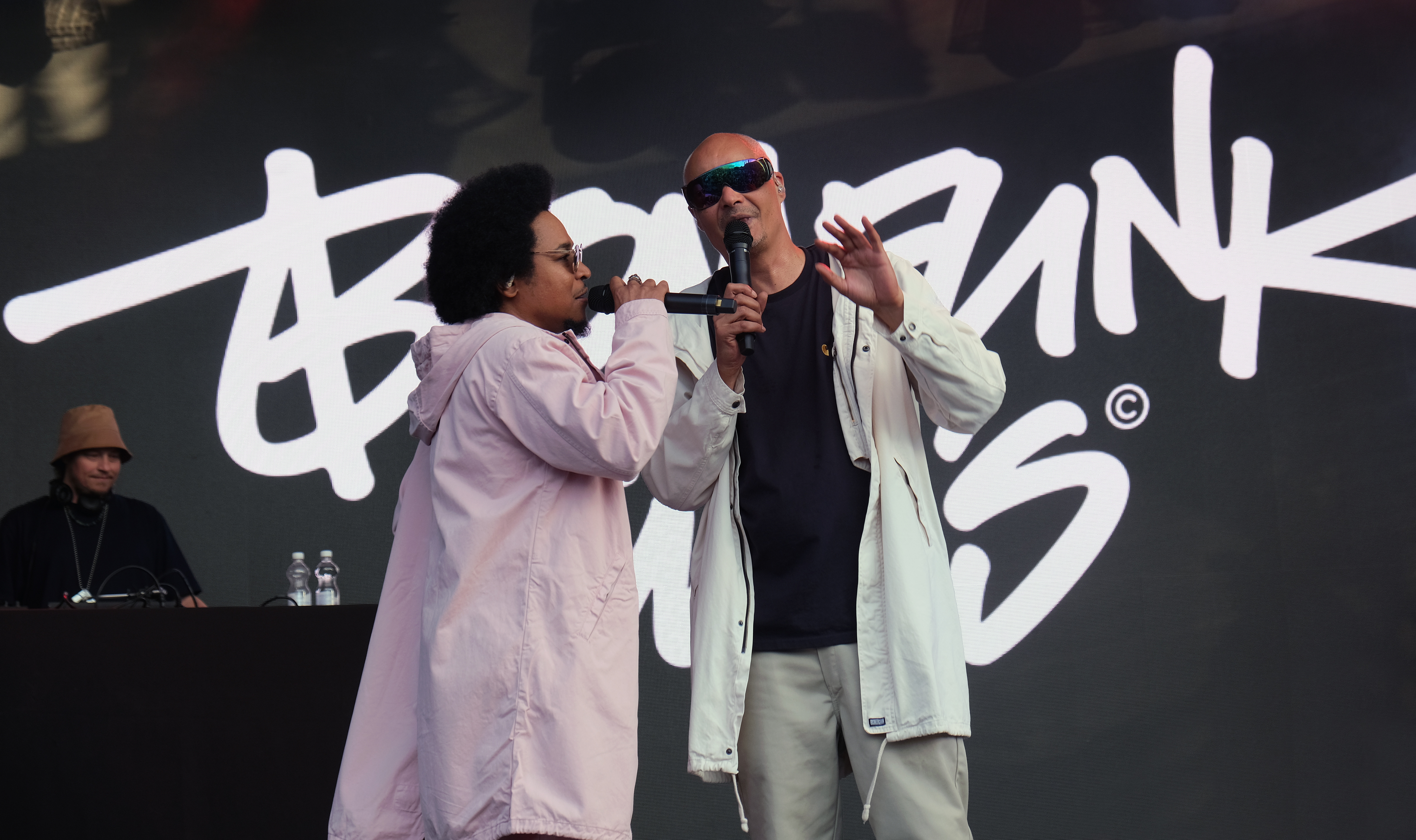
Bomfunk MC's

Bomfunk MCs es un grupo de electro hip-hop formado en 1998 en Finlandia. BOW (Raymond Ebanks) y DJ Gismo (Ismo Lappalainen) son la cabeza visible y JS16 (Jaakko Salovaara) el productor principal.
Su disco de debut fue In Stereo (Sony Music), publicado en 1999, con los sencillos "Freestyler", "Uprocking Beats" y "B-Boys & Flygirls", todos grandes éxitos en Finlandia. Su éxito llevó a que Freestyler se exportase a Escandinavia y  a Alemania, desde donde llegó al resto del mundo.
En el año 2002, publicaron un nuevo álbum, Burnin' Sneakers, del cual surgieron los sencillos "Super Electric", "Live Your Life" con Max'C y "Something Goin' On" con Jessica Folcker, recibiendo menor expectación que su primer trabajo, vendiéndose bien en Finlandia. "Something Goin' On" alcanzó el Top 20 en las listas alemanas.
En septiembre de 2002, DJ Gismo decidió abandonar la banda, uniéndose poco después a Stonedeep, siendo sustituido por Riku Pentti, DJ, Troni McBurger y Okke Komulainen en el tema "Hypnotic" del tercer álbum.
Su último trabajo hasta la fecha, Reverse Psichology, fue publicado en el año 2005, siendo la mitad producido por JS16 y la mitad restante por Th SKillsters Plus One.
Reverse Psichology y sus singles no consiguieron mucha atención fuera de los países nórdicos. Ambos singles entraron en el Top100 alemán pero no llegaron a Europa Occidental.
A pesar de encontrarse en un sello discográfico importante, Sony Music, para Bomfunk MCs ha sido muy difícil que sus discos se viesen en las tiendas a partir de 2001, tras su boom. Igualmente, el abandono de la web oficial y su reciente desaparición han hecho que los pequeños grupos de fanes se hayan dispersado.
Desde 2007 no se conoce nada acerca de la situación de la banda, tampoco si esta sigue activa o no. Muchos de los colaboradores se han dedicado a otros proyectos musicales. El productor principal, JS16, ha publicado un álbum de artista, Rosegarden, alcanzando cierto éxito tanto en solitario como parte del grupo Dallas Superstars.

## Miembros
- Raymond Ebanks B.O.W alias B.O.Dubb (MC)
- Ari Toikka alias A.T (drums)
- Ville Mäkinen alias Mr Wily (bass/keyboards)
- Riku Pentti alias DJ Infekto (DJ, keyboards)
- Okke Komulainen (keyboards)
  - Ismo Lappalainen alias DJ Gismo (DJ, left in 2002)

## Discografía

### Álbumes
- In Stereo (Sony Music/Epidrome) 1999
- In Stereo (Tour Edition) (Sony Music/Epidrome) 2000
- In Stereo (Special 2 Disc Edition) (Sony Music/Epidrome) 2000
- Burnin' Sneakers (Original Edition) (Sony Music/Epidrome) 2002
- Burnin' Sneakers (2nd Edition) (Sony Music/Epidrome) 2002
- Burnin' Sneakers (Special 2 Disc Edition) (Sony Music/Epidrome) 2002
- Reverse Psychology (Universal Music/Polydor) 2004

### Sencillos
- "Uprocking Beats (CD Single)" 1998
- "Uprocking Beats (CD Maxi)" 1998
- "Uprocking Beats (12" Vinyl)" 1998
- "B-Boys & Flygirls (CD Single)" 1999
- "B-Boys & Flygirls (CD Maxi)" 1999
- "B-Boys & Flygirls (12" Vinyl)" 1999
- "Sky's The Limit (Finland Promo)" 1999
- "Rocking Just To Make Ya Move (CD Maxi)" 1999
- "Freestyler" (Scandinavian Edition) 1999
- "Other Emcees" 1999
- "Freestyler" (European Re-Release) 2000
- "Freestyler" (United Kingdom Edition) 1999
- "Freestyler" (Australian Edition) 1999
- "Freestyler" (United States Edition) 1999
- "B-Boys & Flygirls (Y2K Mix)" 2000
- "B-Boys & Flygirls (Y2K Mix German Edition)" 2000
- "B-Boys & Flygirls (Y2K Mix Danish Edition)" 2000
- "Uprocking Beats (JS 16 Radio Mix)" 2000
- "Uprocking Beats (JS 16 Radio Mix UK Promo)" 2000
- "Uprocking Beats (JS 16 Radio Mix UK Edition CD1)" 2000
- "Uprocking Beats (JS 16 Radio Mix UK Edition CD2)" 2000
- "Uprocking Beats (JS 16 Radio Mix UK Master Promo)" 2000
- "Uprocking Beats (JS 16 Radio Mix US Edition 12" Vinyl)" 2000
- "Super Electric (CD Single/Maxi)" 2001
- "Super Electric (European Edition 12" Vinyl)" 2002
- "Live Your Life" (feat. Max'C CD Single/Maxi) 2002
- "Live Your Life" (European Edition 12" Vinyl) 2002
- "Live Your Life" (Germany Re-edition CD Maxi) 2002
- "Live Your Life" (Finland Promo) 2002
- "(Crack It!) Something Goin' On" (feat. Jessica Folcker CD Single/Maxi), partial cover of a track by Anni-Frid Lyngstad 2002
- "Back To Back" (feat. Z-MC CD Single) 2002
- "No Way In Hell (CD Maxi)" 2004
- "No Way In Hell (European Edition 12" Vinyl)" 2004
- "No Way In Hell (European Promo)" 2004
- "Hypnotic" (feat. Elena Mady CD Single) 2004
- "Hypnotic" (CD Maxi) 2005
- "Turn It Up" (feat. Anna Nordell Radio Promo) 2005

### Videoclips
- Uprocking Beats 1999
- B-Boys & Fly Girls 1999
- Freestyler 2000
- B-Boys & Fly Girls Y2K Mix 2000
- Uprocking Beats JS 16 Radio Mix 2000
- Super Electric 2001
- Live Your Life 2002
- (Crack It!) Something Goin' On 2002
- Back To Back 2002
- No Way In Hell 2004
- Hypnotic 2005